# Rincón Tío Tamal
Rincón Tío Tamal är en ort i Mexiko.   Den ligger i kommunen Zentla och delstaten Veracruz, i den sydöstra delen av landet, 250 km öster om huvudstaden Mexico City. Rincón Tío Tamal ligger 631 meter över havet och antalet invånare är 105.
Terrängen runt Rincón Tío Tamal är kuperad västerut, men österut är den platt. Terrängen runt Rincón Tío Tamal sluttar österut. Runt Rincón Tío Tamal är det ganska tätbefolkat, med 90 invånare per kvadratkilometer. Närmaste större samhälle är Paso del Macho, 11,5 km söder om Rincón Tío Tamal. I omgivningarna runt Rincón Tío Tamal växer huvudsakligen savannskog.